# Liaisons nouvelles Ouest Bretagne-Pays de la Loire
Les Liaisons nouvelles Ouest Bretagne-Pays de la Loire (LNOBPL) est un projet ferroviaire qui consiste, à l’horizon 2040 et 2050, à améliorer la performance (vitesse de circulation et nombre de trains) des liaisons existantes sur les axes Rennes - Nantes - Bretagne Sud et Rennes – Brest.

## Objectifs
Les objectifs sont :
- Améliorer l’accessibilité de la pointe bretonne : en mettant Brest et Quimper à 3 heures de Paris à long terme
- Rapprocher les capitales régionales Nantes et Rennes par une desserte rapide et cadencée
- Renforcer le réseau inter-villes et l’irrigation du territoire par un maillage de dessertes rapides et performantes
- Dégager des possibilités d’évolution à long terme du réseau en augmentant la capacité notamment aux abords des principales agglomérations (voyageurs et fret).

Un autre objectif était la desserte du futur aéroport du Grand Ouest avant son abandon en janvier 2018.

## Projet
Le projet est séparé en deux axes, Rennes - Nantes - Bretagne Sud et Rennes - Brest.
Sur la base des conclusions de la première phase des études préliminaires et des enseignements du dialogue territorial, le comité de pilotage plénier de LNOBPL réuni le 10 janvier 2023 a validé les résultats obtenus et s’est accordé sur une priorisation des opérations en vue d’un phasage de la mise en œuvre des aménagements :
- Un traitement des nœuds ferroviaires pour augmenter la capacité sur l’ensemble du réseau au profit de tous les types de circulation.
- La modernisation du réseau existant pour permettre des réalisations sans attendre la création de lignes nouvelles.
- La réalisation de sections de voie nouvelle à la suite des études et concertations permettant de préciser leur faisabilité.

Le comité de pilotage du 10 janvier 2023 a par conséquent retenu la feuille de route suivante :

### Axe Sud: Nantes – Rennes – Bretagne Sud
Horizon 2035 - 2040 :
- Déploiement de l'ERTMS,  Aménagement Capacitaire et Mise au Gabarit RTE-T sur la voie Nantes - Savenay - Redon - Rennes. Coût estimé de 600 millions d'euros (en 2021).
- Optimisation du raccordement actuel de Redon, reconfiguration des voies pour fluidifier les échanges entre les axes Brest-Rennes et Nantes-Rennes. Coût estimé de 50 millions d'euros (en 2021).
- Relèvement de vitesse sur la voie Savenay - Redon, redressement des courbes et renforcement de la plateforme. Coût estimé de 400 millions d'euros (en 2021).
- Création d'une virgule à Savenay, raccord court direction Redon - St Nazaire. Budget à préciser selon scénario de faisabilité.

Horizon 2050 :
- Scénario Mixte : Ligne Nouvelle de 46 km entre Rennes et Redon nord (option de passage ouest Vilaine). Coût estimé de 1 400 millions d'euros (en 2021).
- Scénario Maximal : Ligne Nouvelle de 62 km entre Rennes et Redon sud (option de passage ouest Vilaine). Coût estimé de 1 800 millions d'euros (en 2021).

### Axe Nord: Rennes – Brest
Horizon 2035 - 2040 :
- Déploiement de l'ERTMS,  Aménagement Capacitaire et Mise au Gabarit RTE-T sur la voie Rennes - Brest. Coût estimé de 600 millions d'euros (en 2021).
- Potentiel aménagement Rennes - Port Cahours, troisième voie ou raccordements renforcés. Coût estimé de 200 à 400 millions d'euros (en 2021).

Horizon 2050 :
- Scénario Maximal : Ligne Nouvelle de 57 km entre Rennes et Lamballe. Coût estimé de 1 300 millions d'euros (en 2021).
- Scénario Maximal Bis : Ligne Nouvelle de 20 km entre Rennes et La Brohinière, plus rectification voie entre La Brohinière et Lamballe, environ 39 km dont 31 km de courtes sections de ligne nouvelle. Coût estimé de 1 300 millions d'euros (en 2021).

## Historique

### 2009 - 2013: Amorce du Projet
Des premières réflexions sur l'amélioration des dessertes à grande vitesse dans l’ouest de la France émergent dès 2009. Études Préalables au débat public.
En décembre 2013, la Commission Nationale du Débat Public (CNDP) est saisie par Réseau Ferré de France (aujourd’hui SNCF Réseau).

### 2014 - 2015: Débat Public
En janvier 2014, décision de la CNDP d'organiser un débat public, sous l’égide d’une Commission Particulière du Débat Public (CPDP).
De septembre 2014 à janvier 2015, un débat public sur le projet LNOBPL. Le débat a porté sur l’opportunité du projet et les conditions de sa réalisation, incluant plusieurs scénarios d’aménagement. Bien que les objectifs aient été validés, aucun scénario préférentiel n'a émergé. La participation du public breton et ligérien à ce débat a été jugée faible.
En mai 2015, décision de la SNCF Réseau de poursuivre les études et la concertation à l'issue du débat public, sous forme d'une étape complémentaire, car aucun scénario préférentiel n'a émergé du débat public.

### 2016 - 2017: Étape Complémentaire
D'octobre 2016 à février 2017, une concertation complémentaire au débat public, à l’initiative de SNCF Réseau, est menée, avec Alain Radureau comme garant nommé par la CNDP, afin de mieux cerner les demandes du public en matière de service ferroviaire. Cette concertation a mis en évidence une demande pour un service ferroviaire plus performant.
Le 20 juin 2017, publication du bilan par le garant de la concertation complémentaire. Peu de temps après, le projet a été mis en attente, la priorité étant donnée à la régénération du réseau existant et au développement des transports du quotidien.
En juillet 2017, inauguration de la ligne à grande vitesse Bretagne - Pays de la Loire, annonce du Président de la République d'une pause sur les grands projets d'infrastructure.

### 2018
En janvier 2018, abandon du projet d'aéroport à Notre-Dame-des-Landes, la desserte du futur aéroport faisait partie intégrante de LNOBPL.

### 2019: Relance du Projet
En février 2019, signature du pacte d’accessibilité et de mobilité pour la Bretagne, et du contrat d’avenir pour les Pays de la Loire, mettant en avant les besoins d’amélioration du réseau et la relance du projet LNOBPL a été intégrée à ces deux documents.
En décembre 2019, Loi d'Orientations pour les Mobilités (LOM), inscription de LNOBPL dans l'exposé des motifs de loi.

### 2020 - 2024: Études Préliminaires Phase 1
Le 21 février 2020, décision ministérielle demande d'engager la première phase des études préliminaires pour LNOBPL. Elle demande à SNCF Réseau d’actualiser le socle commun du projet selon l’évolution des enjeux territoriaux et environnementaux.
Le 11 mai 2020, publication de la décision de SNCF Réseau, porteur de projet.
Le 3 juin 2020, relance du processus de concertation continue, sous l’égide de Mme Ségolène Charles et M. Alain Radureau, désignés comme garants par la CNDP.
Du novembre 2021 au février 2022, organisation d'un Dialogue Territorial visant à informer et recueillir les avis du public, des élus, des acteurs socio-économiques et des associations.
En avril 2022, publication du premier rapport intermédiaire des garants sur la concertation continue, couvrant la période de juillet 2020 à mars 2022.
En 2023, sort l'étude préliminaires phase 1, c'est l'étude de scénarios combinante modernisation du réseau et lignes nouvelles et définition d'une feuille de route pour la poursuite de LNOBPL.
En mai 2024, publication du troisième rapport intermédiaire des garants, couvrant la période d’avril 2022 à avril 2024, notant que le projet est en attente d’une nouvelle vague de financement et qu'aucune action vis-à-vis du public n'a été engagée depuis avril 2022.

### 2024 à Présent: Transition vers la Phase 2
Le 6 novembre 2024, Madame Karine Besses a été désignée par la CNDP pour garantir la qualité de l’information et la participation du public durant la concertation continue qui se poursuivra durant la phase 2 des études préliminaires.
Le 4 décembre 2024, décision ministérielle relative au lancement des études préalables aux enquêtes d'utilité publique.
Aujourd’hui, le projet entre dans sa phase 2 d’études préliminaires (2025–2029), avec un calendrier de concertation et de financements engagé jusqu’en 2027 dans les CPER, en vue des enquêtes d’utilité publique à venir.

## Oppositions
Plusieurs communes ou communautés de communes sont opposées à la création de lignes nouvelles au détriment de la régénération des lignes existantes du fait de la perte de la desserte ferroviaire et de terres agricoles.